# Drop Zone
Drop Zone (Brasil: Zona Mortal / Portugal: Em Queda Livre) é um filme de ação e aventura de 1994 dirigido por John Badham.

## Sinopse
Prisioneiro transportado em avião foge espetacularmente de pára-quedas. Mesmo suspenso do caso, o policial responsável decide persegui-lo por conta própria. Para tanto, se infiltra no mundo dos pára-quedistas e descobre o envolvimento dos criminosos na venda de informações secretas para o crime organizado.

## Elenco
- Wesley Snipes ....	Pete Nessip
- Gary Busey .... Ty Moncrief
- Yancy Butler .... Jesse Crossman
- Malcolm Jamal-Warner .... Terry Nessip
- Kyle Secor .... Swoop
- Rex Linn .... Bobby
- Corin Nemec .... Selkirk
- Claire Stansfield .... Kara
- Michael Jeter ....	Earl Leedy